# Sparkasse Wolgast

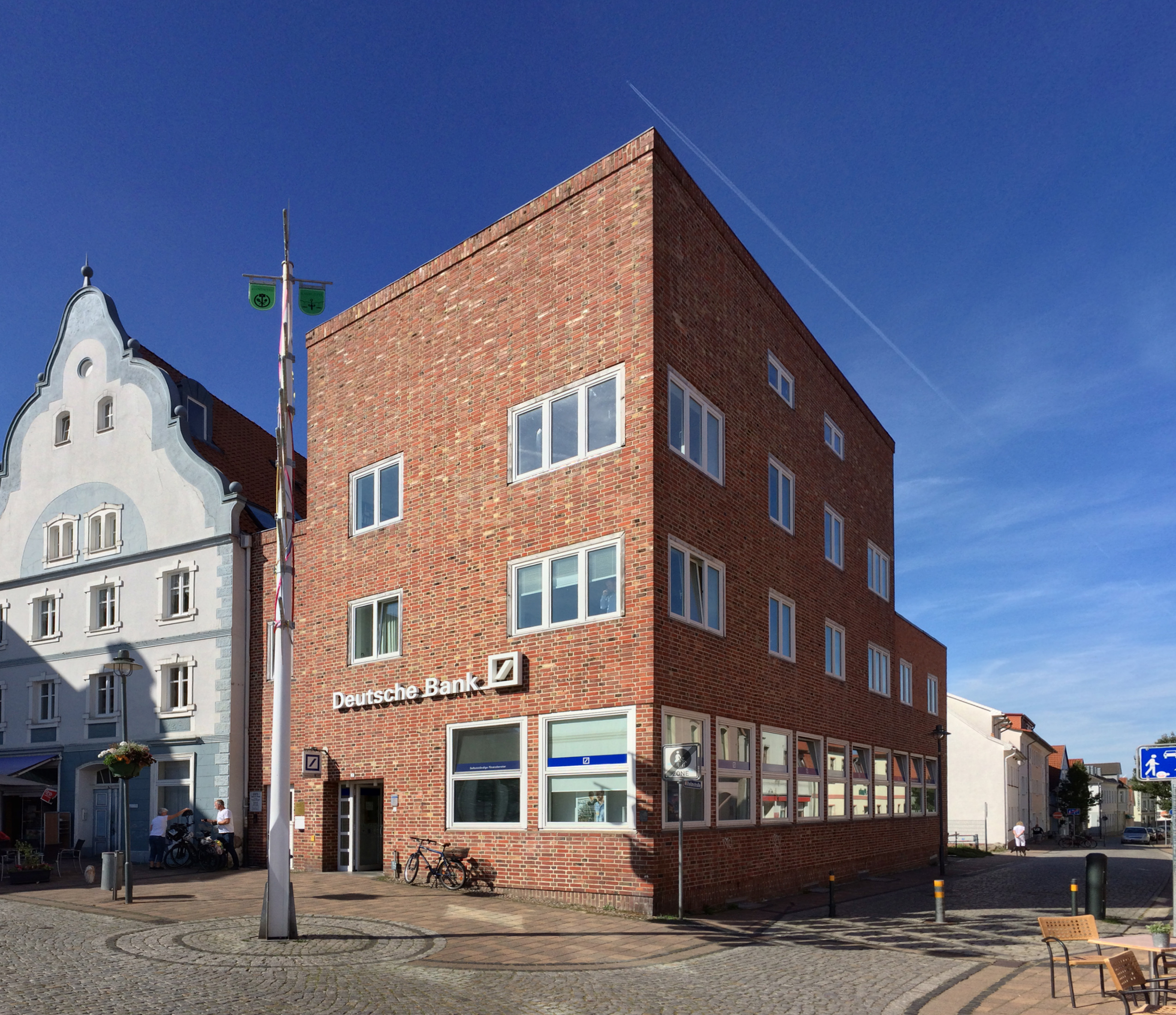
Das ehemalige Sparkassengebäude in Wolgast (2018)

Die Sparkasse Wolgast ist ein Bankgebäude in der Stadt Wolgast im Landkreis Vorpommern-Greifswald.

## Geschichte
Es wurde in den Jahren 1931/32 nach Entwürfen des Architekten Hans Poelzig als Niederlassung der Sparkasse des Kreises Greifswald am Rathausplatz Nr. 2 errichtet. Mit der klaren Formensprache der Neuen Sachlichkeit schuf Poelzig am historischen Marktplatz einen Kontrapunkt zur barocken Architektur, die das Stadtbild prägt.
Der Bau ist einer der letzten Poelzigs. Von ihm stammen nicht nur die Pläne zur Errichtung des Gebäudes, sondern er zeichnete auch für die Inneneinrichtung verantwortlich. Zur Ausstattung schuf er einzelne Möbelstücke.
In der DDR befand sich im Gebäude eine Filiale der Staatsbank der DDR. Seit 1990 ist in dem Gebäude eine Zweigstelle der Deutschen Bank untergebracht.